# Bacsó Béla (esztéta)
Bacsó Béla (Budapest, 1952. december 16. – 2024. március 16.) Széchenyi-díjas esztéta, egyetemi tanár. 1997 óta az ELTE Bölcsészettudományi Kar Esztétika Tanszék vezetője. Az ELTE Filozófiatudományi Doktori Iskola törzstagja, az ELTE Művészettörténet-tudományi Doktori Iskola témavezetője.

## Kutatási területe
Filozófiai hermeneutika.

## Életpályája
Szülei id. Bacsó Béla és Nagyabonyi Mária. Iskoláit Budapesten végezte, felsőfokú tanulmányokat az ELTE magyar–esztétika–népművelés szakon végzett (1972–1977). Pályakezdő éveit a Magyar Színházi Intézetben töltötte főmunkatársi beosztásban, ahonnan politikai okokból elbocsátották; később az ELTE Esztétika Tanszékére került oktatónak és kutatónak; adjunktusi, majd docensi, 2005-től egyetemi tanári beosztásban dolgozott.
A filozófiai tudományok kandidátusa 1992-ben, majd 2001-ben az MTA doktora. 2003-ban habilitált. 1997-ben Széchenyi professzori ösztöndíjban és a Soros Alapítvány alkotói díjában részesült. Közben a JPTE frissen megalapított Esztétika Tanszékét is vezette 1995-től 1997-ig. 2000–2010 közt az ELTE Művészetelméleti és Médiakutatási Intézet igazgatójaként működött, 1997-től az ELTE Esztétika Tanszékének tanszékvezetője. 
Tíz önálló szakkönyv, valamint több mint 130 tanulmány, kritika, cikk szerzője. Egyetemi oktatói munkásságán belül doktori témavezetői tevékenysége során 25 doktori hallgató témavezetését bízták rá, ezek közül 17 fő már megszerezte doktori fokozatát.
1991–1995 közt szerkesztette az Athenaeumot, a T-Twins Kiadói és Tipográfiai Kft. negyedéves humántudományi folyóiratát.
Számottevőek fordításai is: fordított Martin Heidegger-műveket, művészettörténeti hermeneutikáról szóló egyetemi tankönyvet stb.

## Családja
1974-ben nősült, felesége Módos Mária Magdolna, egy leánygyermekük született, Borbála (1976).

## Kötetei (válogatás)
- A megértés művészete – a művészet megértése. Budapest : JAK-füzetek, 1989. 280 o.
- Határpontok. Hermenetuikai esszék. Budapest: T-Twins Kiadó – Lukács Archívum, 1994
- A szó árnyéka. Paul Celan költészetéről. Pécs: Jelenkor Kiadó, 1996, 90 o.
- Die Unvermeidbarkeit des Irrtums : Essays zur Hermeneutik. Cuxhaven ; Dartford : Junghans, 1997, 170 o.
- „Mert nem mi tudunk…”. Filozófiai és művészetelméleti írások. Budapest : Kijárat, 1999, 230 o.
- Írni és felejteni : filozófiai és művészetelméleti írások. Budapest : Kijárat, 2001, 239 o.
- Kiállni a zavart : filozófiai és művészetelméleti írások. Budapest : Kijárat, 2004, 222 o.
- Mitteleuropäische Avantgarden : Intermedialität und Interregionalität im 20. Jahrhundert / Pál Deréky, Zoltán Kékesi, Pál Kelemen Hrsg. ; mit einer Einl. von Béla Bacsó. Frankfurt am Main : Lang, 2006. 218 o. ill.
- „Az eleven szép” : filozófiai és művészetelméleti írások. Budapest : Kijárat, 2006, 259 o.[6]
- Az elmélet elmélete : filozófiai és művészetelméleti írások. Budapest : Kijárat, 2009, 206 o.
- Hercules válaszúton : akarat és döntés (2011) In: A szépség akarata : kép és filozófia. Budapest, Typotex
- Ön-arc-kép : Szempontok a portréhoz. Budapest, Kijárat Kiadó, 2012, 296, o.
- Tapasztalat és esztétika. Filozófiai és művészetelméleti írások; Kijárat, Bp., 2016
- Kép és szó. Filozófiai és művészetelméleti írások; Kijárat, Bp., 2019
- Esztétika és műértés. Filozófiai és művészetelméleti írások; Kijárat, Bp., 2023
- Paul Klee; szöveggond. Kelemen Pál, Körber Ágnes, Vásári Melinda; Kijárat, Budapest, 2024

## Szerkesztéseiből
- A fiatal Lukács dráma és művészetelmélete : Tanulmánykötet / [írta Földényi F. László ... et al.] ; [szerkesztették Bacsó Béla, Földényi F. László]. Budapest : MSZI, 1979. 351 p.
- Szöveg és interpretáció / szerk. és az utószót írta Bacsó Béla / A. Danto [et al.] / [ford. Pongrácz Tibor et al.] Budapest : Cserépfalvi, 1991.	174 p.
- Határpontok : hermeneutikai esszék. Budapest : T-Twins : MTAK Lukács Archívum, 1994. 223 p.
- Az esztétika vége – vagy se vége, se hossza? : [a modern esztétikai gondolkodás paradigmái] / vál. és az előszót írta Bacsó Béla ; ford. Ambrus Gergely et al. Budapest : Ikon, cop. 1995. 365 p. 8 t. ill.
- Kép, fenomén, valóság. Budapest: Kijárat, 1997. 396 p.
- Fenomén és mű : fenomenológia és esztétika. Budapest : Kijárat, 2002. 221 p., ill.
- Tér, fenomén, mű. Budapest : Kijárat, 2011. 323 p. ill.

## Tudományos tisztség
- Magyar Tudományos Akadémia Filozófiai Bizottság tagja[7]

## Társasági tagság
- Szépírók Társasága[8]
- A József Attila Kör egykori vezetőségi, jelenleg tiszteletbeli tagja

## Díjak, elismerések (válogatás)
- Széchenyi-díj (2006)[9]
- Alföld-díj (2011)[10]